# Capritx (música)
|  | Per a altres significats, vegeu «Capritx». |

Un capritx, derivat del mot italià capriccio, és una composició musical instrumental o vocal de forma lliure que en el període barroc s'identificà amb el ricercare i la fantasia. Sobreentén la idea d'una obra que deliberadament no respecta les regles acadèmiques, sense nogensmenys abolir aquestes.

## Capritxos destacats
- Louis Aubert: Capritx, amb violí solista
- Joan Just i Bertran: Capritx espanyol, un dels tres quadres simfònics (1960) acabat per Josep Maria Roma
- Manuel de Falla y Matheu, Vals capritx (1900)
- Hermann Graedener: Capritx, simfonietta per a orquestra
- Ernest Guiraud: Capritx, per a violí i orquestra
- Pietro Antonio Locatelli: 24 capritxos per a violí
- Rudolf Mengelberg: Capritx per a piano i orquestra.
- Niccolò Paganini, 24 Capritxos per a violí (1805)
- Nikolai Rimski-Kórsakov: Capritx espanyol (1887)
- Ferran Sor i Muntades: Capritx Op. 50
- Max Reger: Dotze Valsos-Capritx per a piano a quatre mans, op. 9 (1892)
- Piotr Ilitx Txaikovski: Capritx italià (1880), op. 45
- Telmo Vela de Lafuente: Capritx en re, per a violí solista i Capritx espanyol per a violoncel i piano
- Georg Vierling: Capritx
- Ramon Vilanova i Barrera: Capritx per a gran orquestra
- Dámaso Zabalza: El canto de las montañas, capritx de saló
- Amilcare Zuelli: Scherzo i Elegie, capritxos simfònics